# Ковачево (Пазарджикская область)
Ковачево (болг. Ковачево) — село в Болгарии. Находится в Пазарджикской области, входит в общину Септември. Население составляет 2 534 человека.

## Политическая ситуация
В местном кметстве Ковачево, в состав которого входит Ковачево, должность кмета (старосты) исполняет Махмуд Рамадан Салим (Движение за права и свободы (ДПС)), по результатам выборов 2007 года в правление кметства .
Кмет (мэр) общины Септември — Томи Спасов Стойчев (независимый) по результатам выборов в правление общины.